# Катажина Здзебло
Катажина Здзебло (28 листопада 1996 , Мелець, Підкарпатське воєводство ) — польська легкоатлетка, що спеціалізується на спортивній ходьбі, срібна призерка чемпіонату світу Олімпійських ігор 2022 року.

## Кар'єра
| Рік                | Змагання                   | Місце проведення   | Місце              | Дисципліна         | Результат          | Примітки           |
| Представник Польща | Представник Польща         | Представник Польща | Представник Польща | Представник Польща | Представник Польща | Представник Польща |
| ------------------ | -------------------------- | ------------------ | ------------------ | ------------------ | ------------------ | ------------------ |
| 2016               | Командний чемпіонат світу  | Рим, Італія        | 48                 | ходьба на 20 км    | 1:35:20            |                    |
| 2018               | Командний чемпіонат світу  | Тайцан, Китай      | 41                 | ходьба на 20 км    | 1:34:18            |                    |
| 2018               | Чемпіонат Європи           | Берлін, Німеччина  | 21                 | ходьба на 20 км    | 1:36:01            |                    |
| 2019               | Кубок Європи               | Алітус, Латвія     | 14                 | ходьба на 20 км    | 1:34:43            |                    |
| 2019               | Чемпіонат світу            | Доха, Катар        | 21                 | ходьба на 20 км    | 1:38:44            |                    |
| 2021               | Командний чемпіонат Європи | Подєбради, Чехія   | 9                  | ходьба на 20 км    | 1:29:57            |                    |
| 2021               | Олімпійські ігри           | Токіо, Японія      | 10                 | ходьба на 20 км    | 1:31.29            |                    |
| 2022               | Командний чемпіонат світу  | Маскат, Оман       | 3                  | ходьба на 35 км    | 2:51:48            |                    |
| 2022               | Чемпіонат світу            | Юджин, США         | 2                  | ходьба на 20 км    | 1:27:31            |                    |
| 2022               | Чемпіонат світу            | Юджин, США         | 2                  | ходьба на 35 км    | 2:40:03            | PB                 |